# 少爺列車

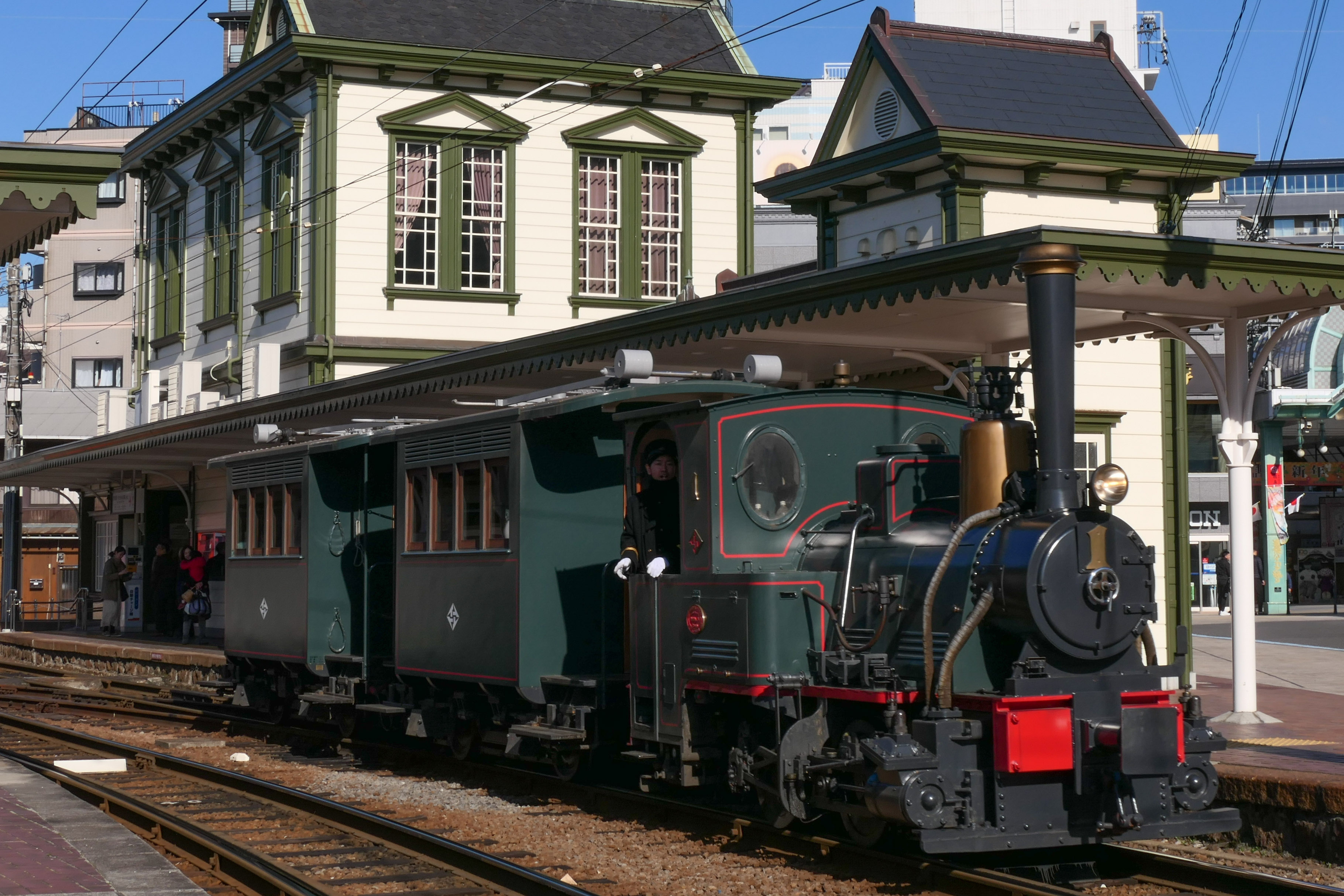
少爺列車（第1編成）

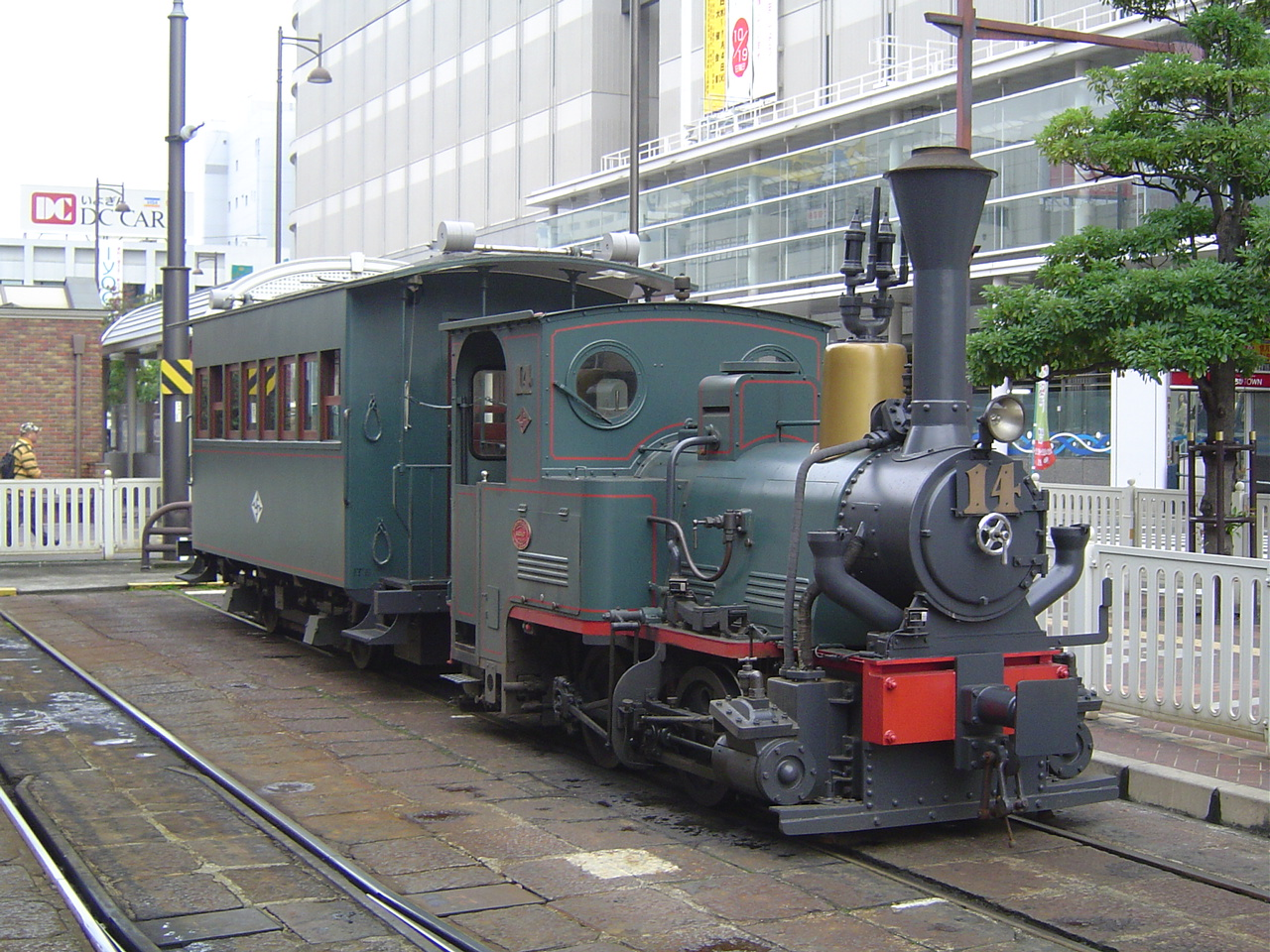
少爺列車（第2編成）

少爺列車（坊っちゃん列車）是伊予鐵道的觀光列車，以非電化輕便鐵道時代的蒸氣機車（SL）及車廂為藍本而複製的列車。在夏目漱石的小說「少爺」(坊っちゃん)中曾提及到主角乘坐「像火柴盒般的火車」前往四国松山的中學，便是當時伊予鐵道所採用的列車，也因而得名。2001年開始，伊予鐵道以保留在松山市內的2頭蒸氣機車頭，將其複製並改以柴油引擎推動後投入服務。

## 歷史

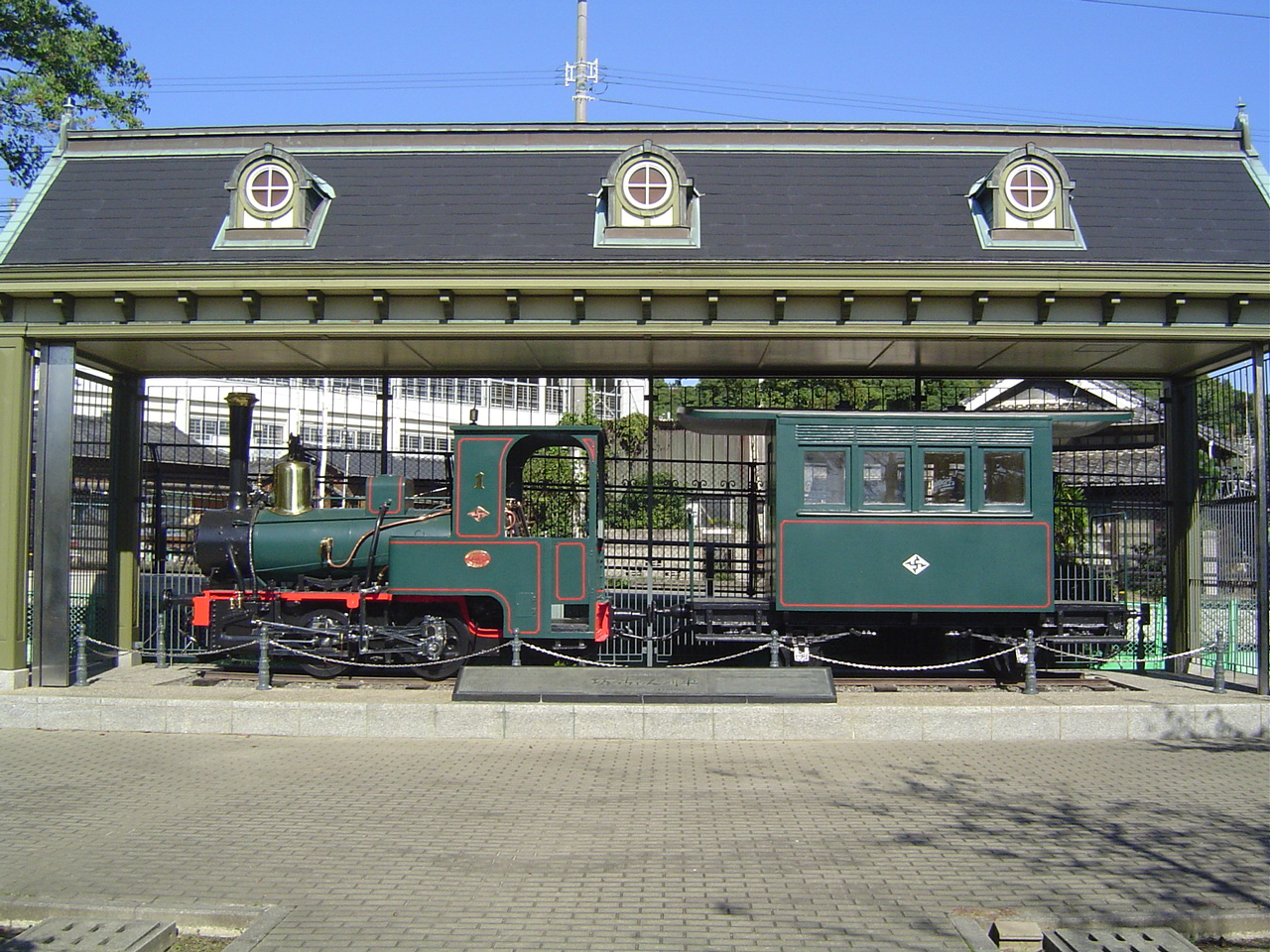
在愛媛縣梅津寺公園保存的「少爺列車」1号機車（實物）和客車

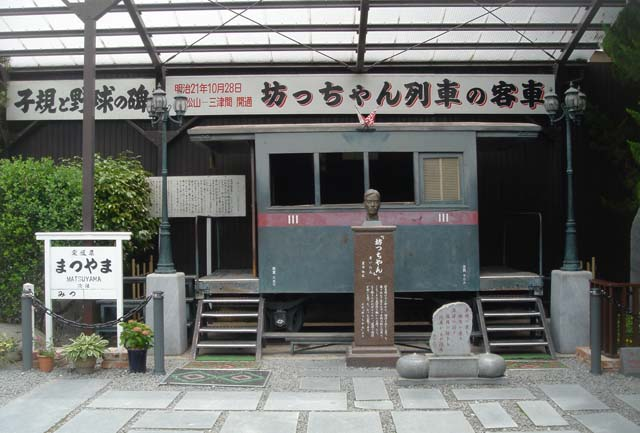
在松山市内子規堂保存的客車。內部掛有牌子表明本車是伊予鐵道贈送

### 早期的少爺列車
- 1888年伊予鐵道使用德國・慕尼黑Krauss-Maffei公司製造的機車（甲1形）開始運行。
- 1945年因為老朽化和電化，本車成為了後備，後因為空襲導致電車燒損而復活。
- 1954年切換為柴油車，運行終止。

### 休止期
- 伊予鐵道本社前有機車複製品，該社運營的梅津寺公園中有實物保存。
- 有一輛客車保存在松山市内的子規堂。
- 梅津寺公園保存的1號機車於1967年10月14日被指定為鐵道紀念物。

### 複製品運行的時期
- 1977年松山市的機械廠米山工業製作了複製品的蒸氣機車（含相當於ハ1形的二軸客車2輛）。
  - 1988年5月 為了拍攝電影『Downtown・Heros』，在内子線旧線五十崎站附近運行。同年7月31日為了宣傳電影，在東京的越中島貨物站展示。
  - 1989年8月17日 為紀念，在北九州市的門司港運行。
  - 1989年10月8日 作為四國統一觀光活動「幸運之地四國」的一環節，在旧内子站附近運行。
  - 1994年4月9日 在道後温泉運行。（作為道後温泉本館百周年記念活動的一環，在道後的愛媛縣縣民文化會館西側空地（現有地）進行了短區間的折返運行）
  - 2000年5月3日-5日宇和島站站内運行。
  - 2001年3月30日-4月1日 作為正岡子規誕生100周年紀念活動的一環在松山站站內運行。
  - 2001年9月14日借出給北海道穗別町（現鵡川町）主辦的活動，在旧國鐵富内線富内站構内運行。

同列車2006年現在在松山市内保存。

### 恢復
- 觀光業人士要求以近似形態恢復運行再現的呼聲較高。
- 在2001年10月12日「坊っちゃん列車」運行，現在運行市内線（路面電車）的伊予鐵道使用柴油引擎機車的複製品在市内線松山市站前 - 道後温泉之間開始運行（這就是今天的少爺列車）。

### 恢復運行開始後
- 2001年10月30日南堀端站附近脫線。11月1日運行恢復。
- 2001年12月3日 增加大型客車ハ31形。
- 2002年8月8日第2編成登場。古町 - 松山站前 - 道後温泉之間也開始運行。車費由1000日元降為300日元（詳細後述）。
- 2007年7月25日 古町車庫內更換工作中脱線。由於脱線的地方是高濱線與軌道線的交叉地点附近，兩條線上的列車近2小時終止運行。原因是方向轉換裝置的容納顯示故障，沒有完全容納的狀態下卻顯示為已經容納，轉換裝置在正常位置以下的地方運行，導致與線路接觸。事故後伊予鐵道中止了少爺列車的運行。
- 2007年9月29日 上述事故編成修理完成後，為恢復運行進行試車，結果在城南線的西堀端站 - 南堀端站之間再次脫線。
- 2007年10月1日 只使用1編成恢復運行。
- 2007年12月28日7月脱線的編成也恢復運行。

## 復活的少爺列車

### 經緯

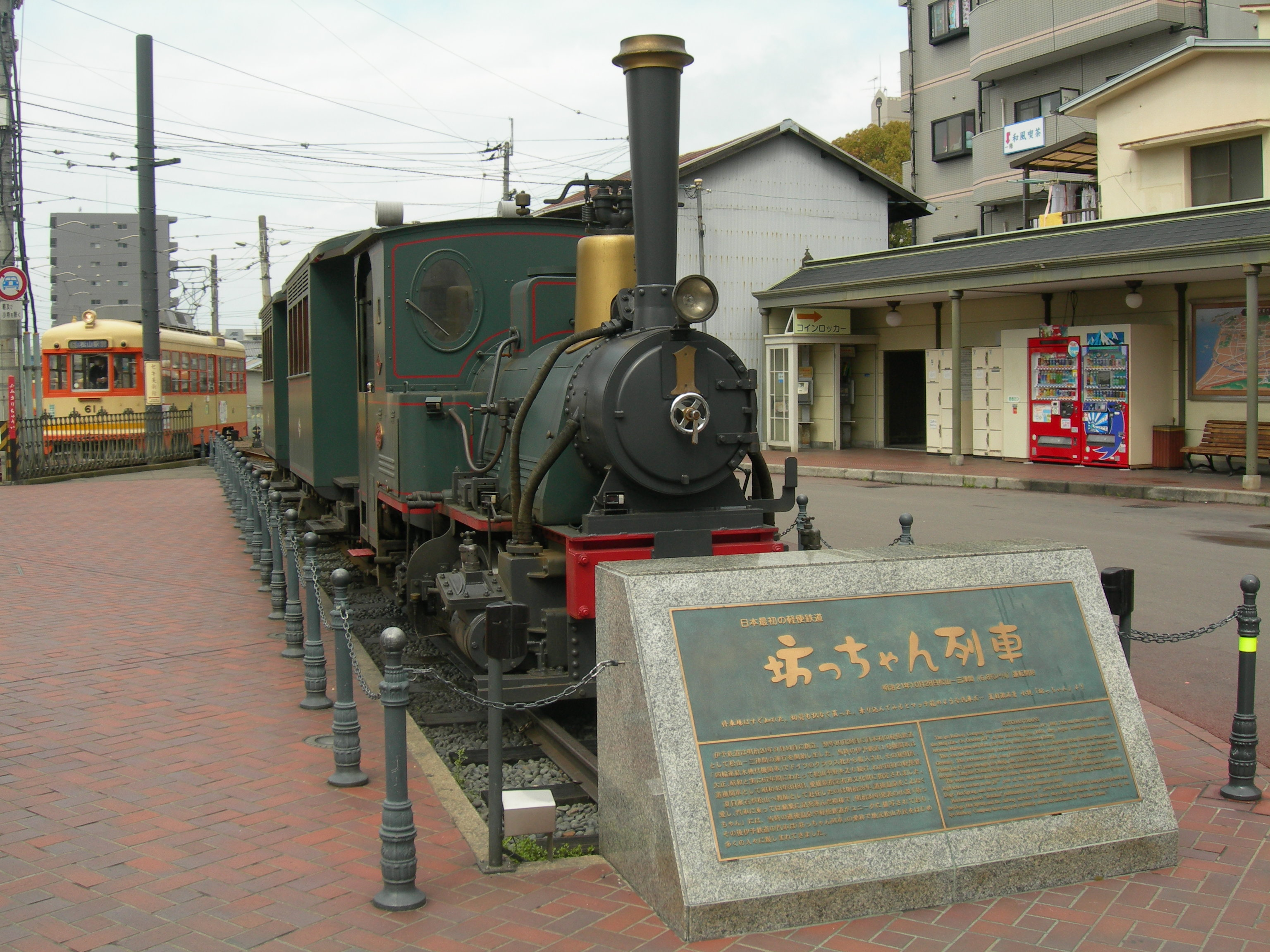
伊予鐵道道後温泉站前引入線上等候的「少爺列車」1号機車復原機

為恢復松山觀光的象徵，在過去，恢復少爺列車的構想幾次出現又消失。特別是觀光業人士為增加觀光的亮點，尤以道後溫泉有關人士最為關注。除了業界人士外，以構成道後温泉而自豪的城市建設（まちづくり）協議會也成立了特別委員會來研究復活的可能性。
最大的難點是，蒸氣機車會產生煙霧，特別是要在今日伊予鐵道在市區大街上的路面電車軌道上行駛，可能會招來公眾批評以振興觀光為由帶來新的公害。所以，業者中也有希望真正恢復蒸氣機車的人，和在某種程度上妥協而使用現代的不會產生煙霧的列車的人，意見未能統一。
伊予鐵道在2001年發表了使用柴油引擎方式恢復少爺列車，並開始運行。列車是以往的少爺列車為樣本，使用柴油引擎，汽笛在同社OB的幫助下取得，制服也恢復了當時的樣子，盡量真實再現。蒸氣機車的氣流音採用由車外喇叭播放的方式，煙囪也使用了水蒸氣的假發煙裝置，費了不少工夫。

### 運行概要
- 車輛：柴油機車D1形1 + 客車ハ1形1・2（第1編成）、柴油機車D2形14 + ハ31形31（第2編成）
- 製造：新潟鐵工所D1形、D2形、ハ1形、ハ31形都是在新潟運輸系統株式會社設立（2003年）前製造的
- 運行系統

- 自2008年起共設有2條路線：

- 經大手町線、城南線：古町站 - 道後温泉站

途經JR松山站前、南堀端、大街道及上一萬；
- 經花園線、城南線：松山市站 - 道後温泉站

途經南堀端、大街道及上一萬。
註：（斜體的車站可以下車但不能上車、粗體的車站可以看到機車的方向轉換）。

### 運行特點
- 機車司機和車長穿著伊予鐵道創業時的制服工作。
- 客車頂上在分岐点上操作分岐器，Trolly Contactor會工作，安裝了假的集電弓（稱為「前進控制装置」）。
- 道後温泉站専用的引入線上有2編成在夜間，及1日中為調整時間而留置，觀光客在其前面拍照等，十分親切。（上照片）另外1編成在古町車庫留置。
- 由於比電車功率弱、縣廳前 - 上一萬爬坡較困難，往道後温泉站為定期電車續行運行圖。
- 復活運行開始当時，紀念品和市内電車1日乘車券需要1,000日元而且只能乘坐1区間，2002年8月開始單次乘車300日元，而且可以乘搭全区間，實際降低了價格，更方便乘客搭乘。
- 2006年9月開始IC e-card（日语：ICい〜カード）也可以乘搭少爺列車。
- 下面的照片是在松山市站前轉向工作的情景。

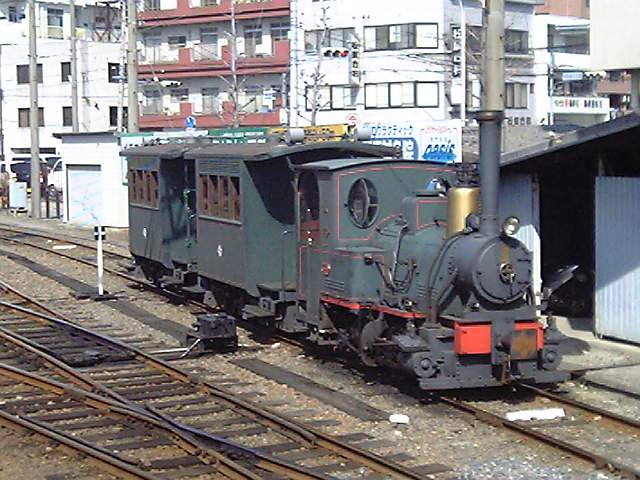
古町站內的少爺列車
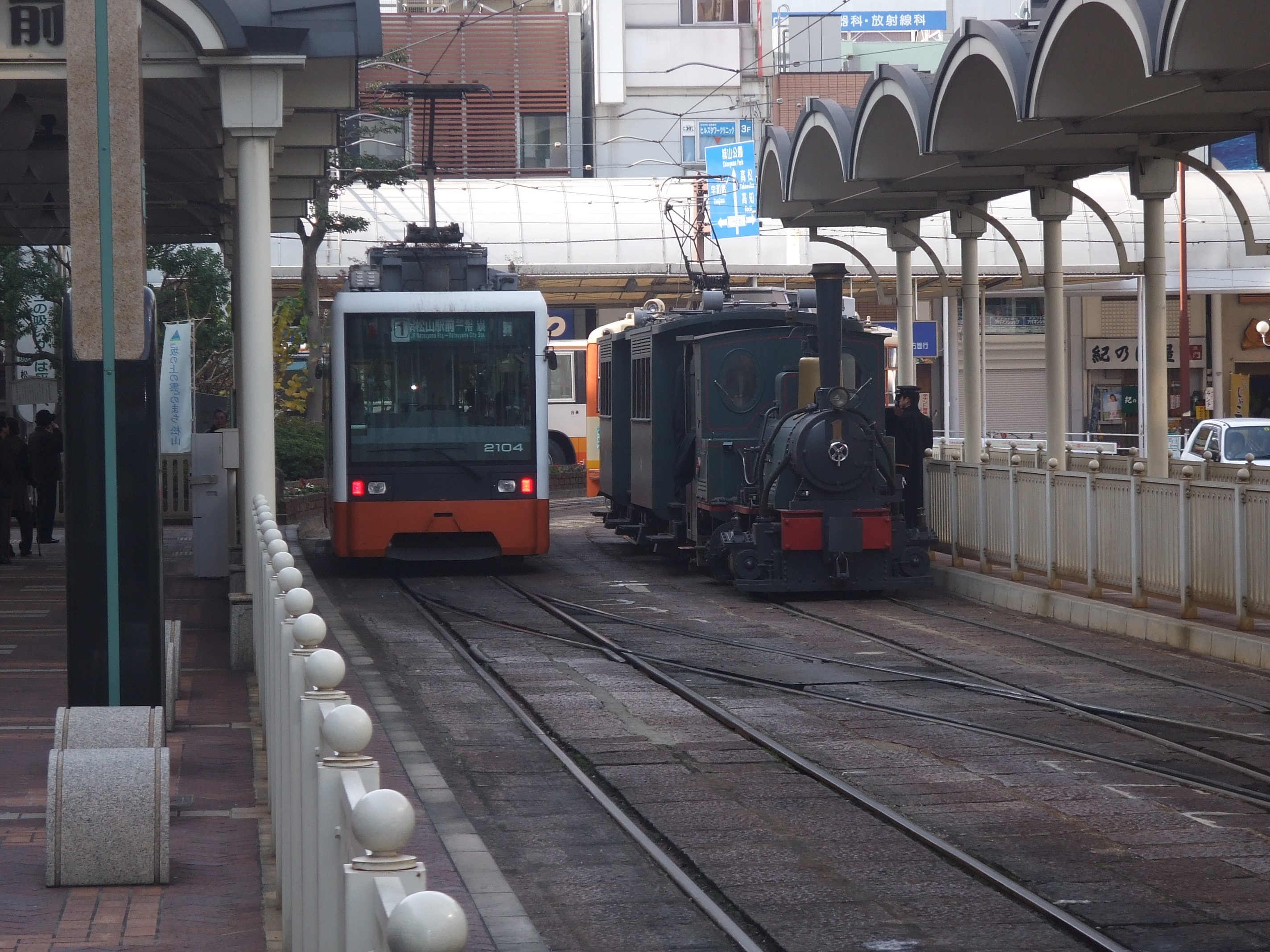
松山市驛前車站內的少爺列車
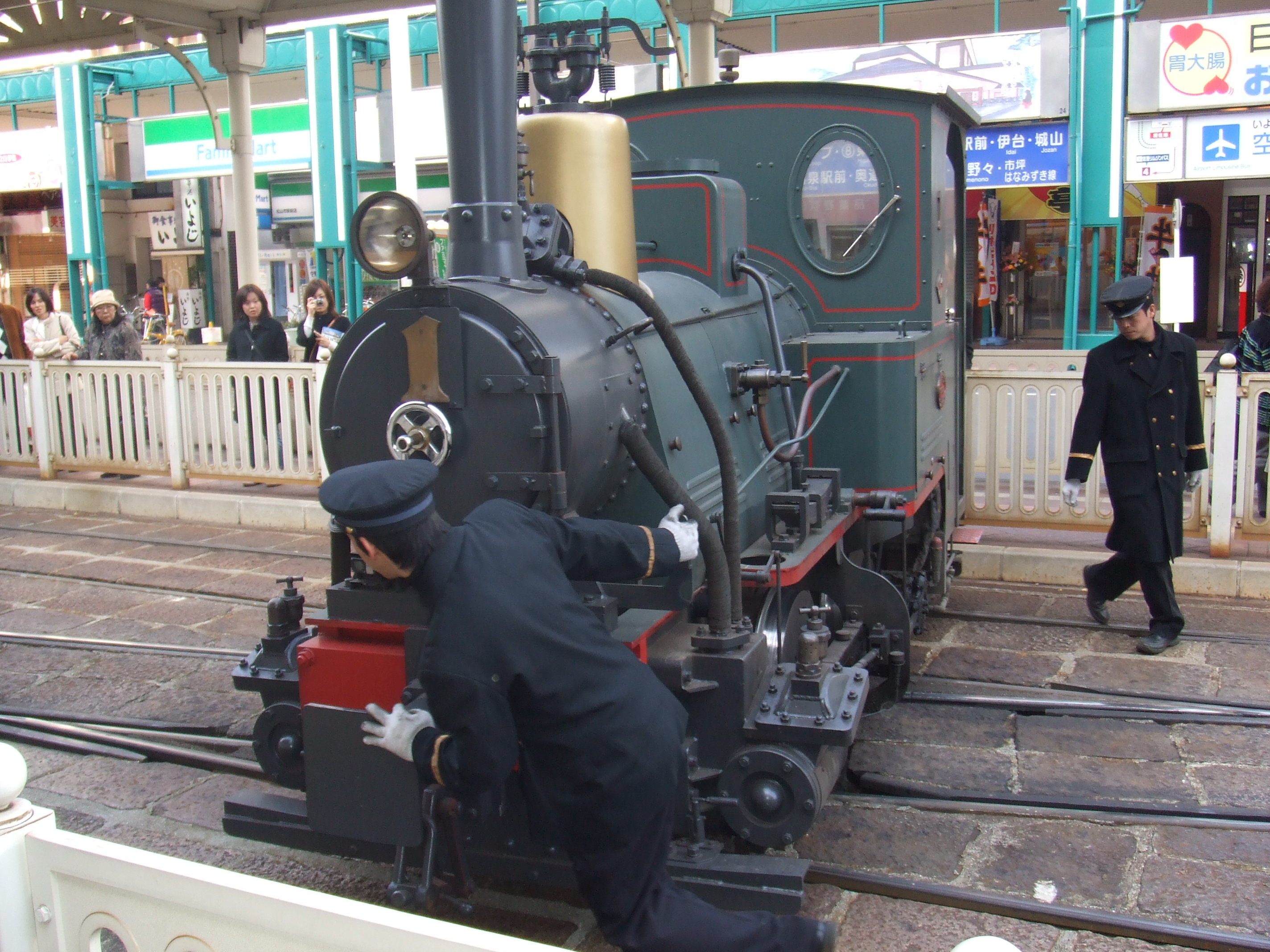
同站内的方向轉換工作
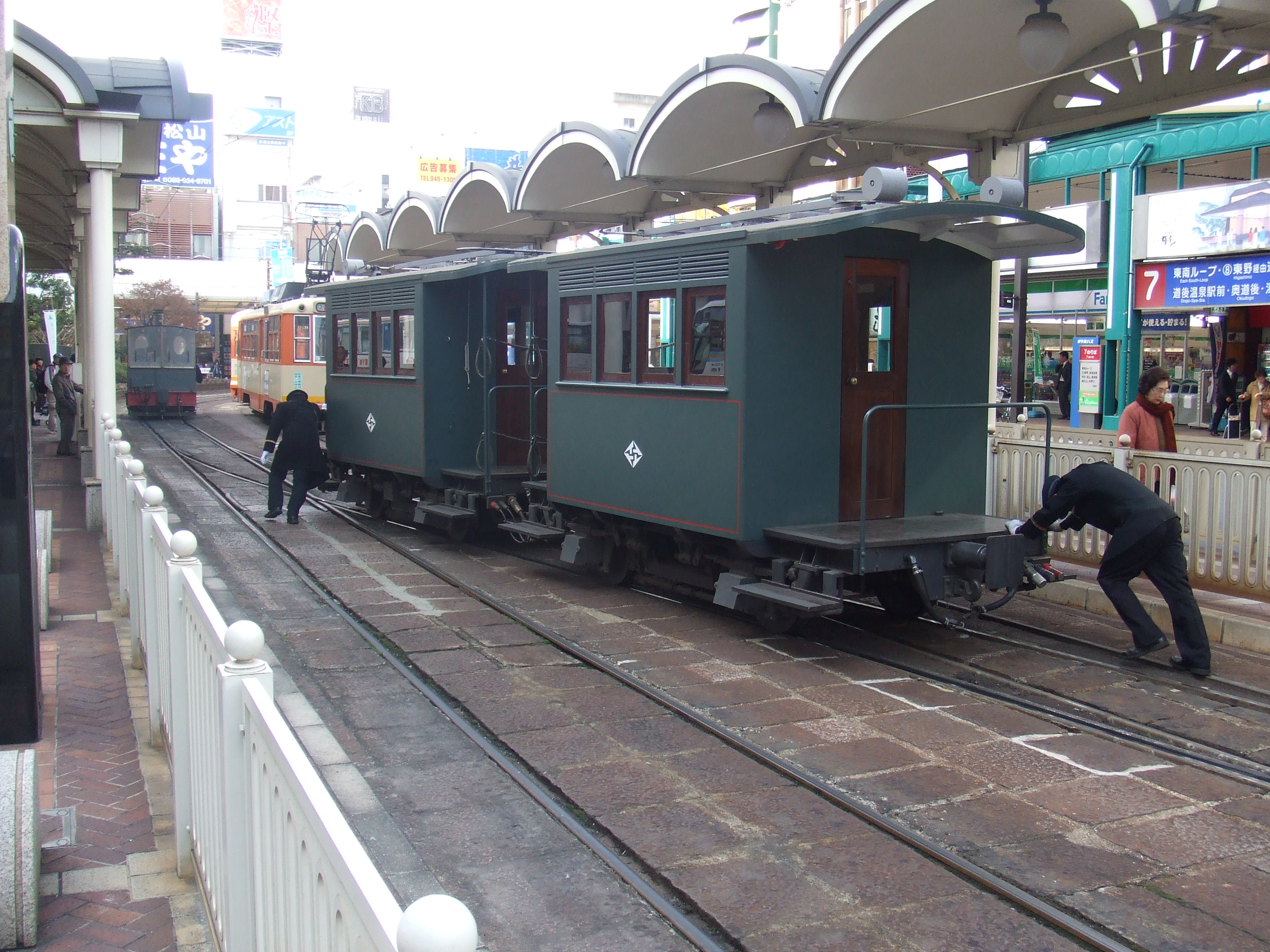
轉換後，由人工連結客車
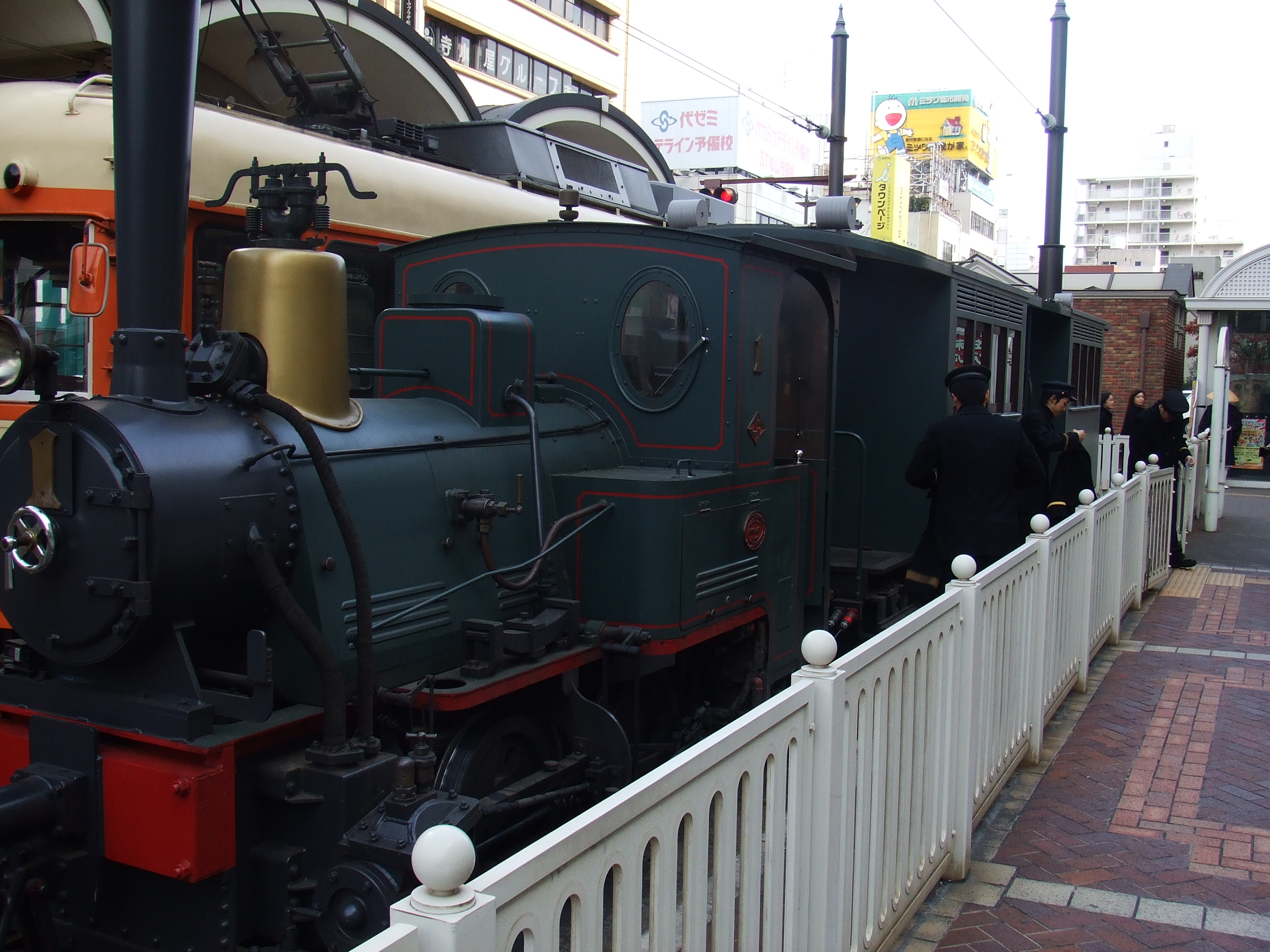
連結後，向專用乘車口後退，接待乘車
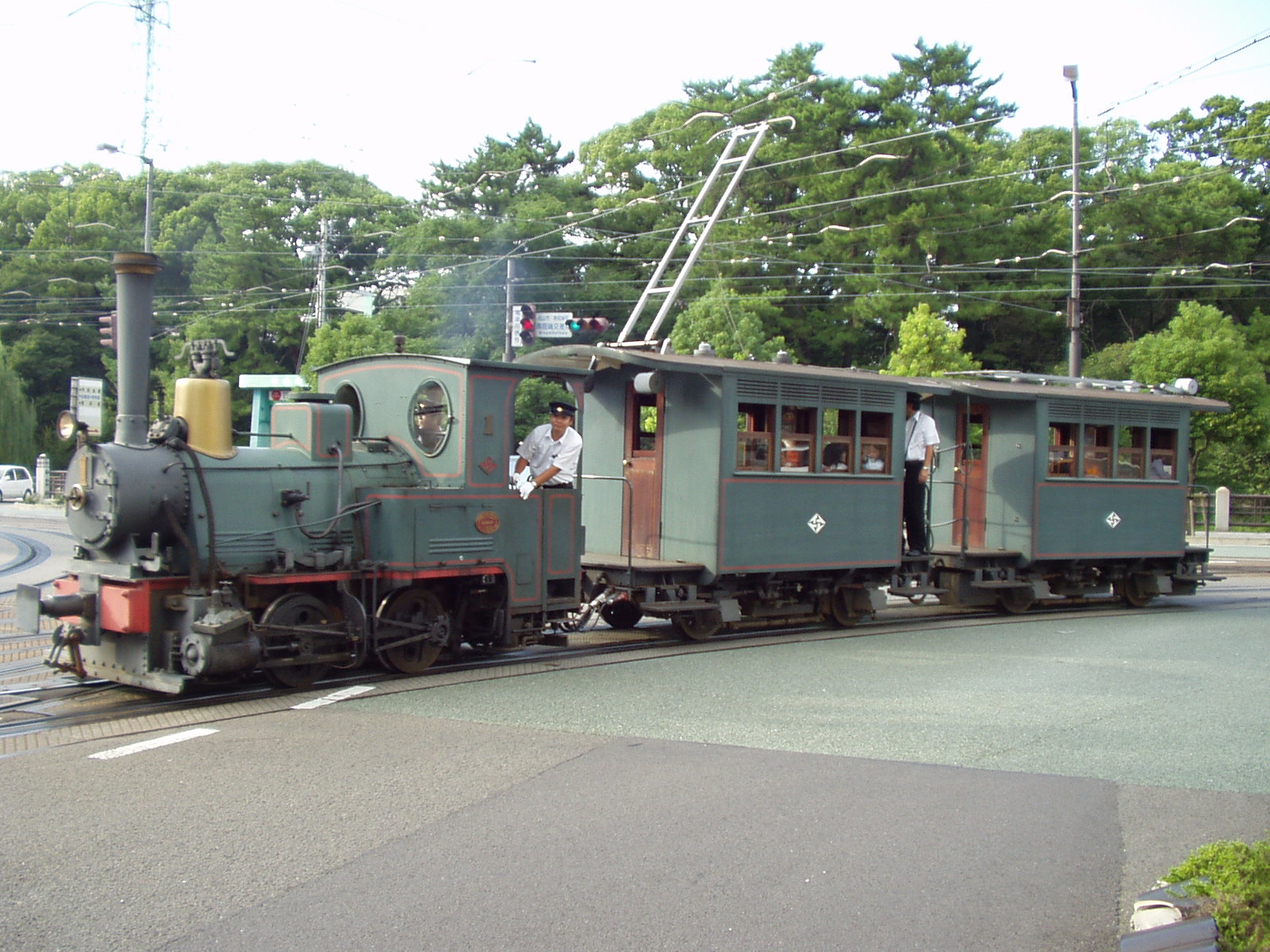
朝向松山市站的少爺列車

## 其它
- 恢復運行的客車的1輛ハ31的原本現保管在古町車両工場（日语：古町車両工場）的一角。作為1911年製敞篷客車的實物是貴重的存在。
- 柴油機車式路面電車過去在札幌市交通局只是曾一度存在，為配合恢復運行，「乙種内燃車」的駕駛牌照也恢復了。

## 外部連結
- 伊予鉄道　坊っちゃん列車に乗ろう
- 少爷列车-松山市旅游网站 （页面存档备份，存于）
- 少爷列车博物馆 （页面存档备份，存于）
- 少爷列车-Visit Ehime （页面存档备份，存于）